# Costanilla de los Capuchinos
La Costanilla de los Capuchinos es una pequeña calle de Madrid en el barrio de Chueca, que sube desde la plaza de Pedro Zerolo a la calle de San Marcos.

## Historia
Esta costanilla de los Capuchinos aparece, aunque innominada, en el plano de Teixeira de 1656, y, ya con tal denominación, en el plano de Espinosa en 1769. Es una de las más antiguas de la capital de España, junto con las de San Pedro, San Andrés, los Desamparados y los Ángeles.
Tomó su nombre del convento de los Capuchinos de la Paciencia de Cristo Nuestro Señor, fundado en 1639 por Felipe IV y demolido en 1837 con la desamortización de Mendizábal.
En el número 5 de esta breve calle vivía a finales de 1808 el actor y cantante afrancesado Pedro Cubas, en cuyo domicilio firmó por esas fechas el juramento de Madrid a José Napoleón (junto con otros comediantes como Antonio Pinto, Juan Carretero, Mariano Laborda o el autor dramático Luciano Comella). Y en los bajos del número 13 estuvo desde la mitad del siglo XIX (hacia 1855), la imprenta Argote, donde se fraguaba el periódico satírico El Padre Cobos, fundado por José Selgas para combatir y ridiculizar a los progresistas y que tuvo especial presencia durante el periodo revolucionario de 1868 a 1870.
En el número 2 estuvo situada la fábrica de lunas azogadas, espejos, molduras, marcos dorados y depósito de cristales franceses de Felio Pereantón.
En 2014, la costanilla de los Capuchinos, fue incluida en el plan de "Áreas de Prioridad Residencial".